# FL1.LIFE
Das FL1 Liechtenstein Festival, kurz FL1.LIFE, ist das grösste Musikfestival im Fürstentum Liechtenstein und dauert in der Regel zwei Tage. Das LIFE in Schaan wurde 2009 als Liechtenstein Festival (LIFE) gegründet und fand im Jahr 2010 zum ersten Mal statt. Seit der ersten Ausgabe des Festivals ist die Telecom Liechtenstein AG (FL1) Hauptsponsor des Festivals. Seit 2016 ist sie zudem auch Namenssponsor. Das Festival verbindet Musik, Kultur und Kunstperformance.
Musikalische Gäste waren bisher deutschsprachige Künstler wie Revolverheld, Silbermond und Andreas Bourani. Internationale Künstler waren unter anderem Al Jarreau, Mike and the Mechanics, Anastacia, Sunrise Avenue, Ronan Keating, Milow und Status Quo.
2019 besuchten rund 9000 Zuschauer das Festival.
2020 und 2021 fiel das Festival aufgrund der Covid-19-Pandemie und den damit verbundenen Einschränkungen aus.
Die zwölfte Ausgabe des FL1.LIFE Festivals findet am 7. + 8. Juli 2023 statt.
Das Publikum darf sich auch dieses Jahr auf zwei heisse Sommertage und Sommernächte freuen. Ob Konzerte auf dem grosszügigen, frei zugänglichen Aussenbereich oder die kostenpflichtigen Haupt-Acts auf den zwei Hauptbühnen im Innenbereich – für jede und jeden ist etwas dabei: von Soul, Irish Rock, Pop, Acid Jazz, R’n’B, Rock, Electro Swing bis Kabarett. Neben international erfolgreichen Acts werden auch dieses Jahr wieder Grössen aus der Schweiz, Österreich und Deutschland dafür sorgen, dass es vor den Bühnen kein Halten mehr gibt.
Das FL1.LIFE verbindet Musik, Kultur und Kunstperformance auf höchstem Niveau. Rund um den SAL in Schaan erwartet die Besucher ein buntes Programm, bei dem für alle etwas dabei ist.

## Line-Up
(Quelle: )

### 2022
James Blunt, Max Giesinger, Marc Sway, Megawatt, Berni Wagner, Saint City Orchestra, Panda Lux, Naomi Lareine, Thell, The London Palladium Marvin Gaye Show, Count Basic, DelaDap, Des Wahnsinns fette Boite

### 2019
Andreas Bourani, Status Quo, The Beauty of Gemina, Seven, Gregor Meyle, Klischée, Sameday Records, The Les Clöchards, The Weight, Veronica Fusaro, Los Dos Y Compañeros, Rahel Oehri-Malin (Liechtenstein Song)

### 2018
Wanda, Milow, Christof Spörk, Naturally 7, Bibi Vaplan, Jack Slamer, Tredici, The Next Movement, Money Martina, HM Schaan Jugendmusik, Georgy, Aka Zizi and Céra feat. Combo, The Phunkguerilla & Cosmo Klein, Karcocha

### 2017
Silbermond, Anastacia, Fleisch & Fleisch, Ira May and the Seasons, Thorsteinn Einarsson, Klischee, Baba Shrimps, Daniel Zeltner & Eduard Kasper, Dawn Driven, Schuanis 7, Rock House, Rääs, Soulvision Allstars, Tischbombe, 4UNITY

### 2016
Mike and the Mechanics, Revolverheld, Albert Hammond, Michael Krebs und die Pommesgabeln des Teufels, Damian Lynn, Steve n Seagulls, Blaas of Glory, Corinne Sutter, Sameday Records, Kings & Queens, Young Stars, Leierchischte XXL, Medlz, The Hilarious

### 2015
Joss Stone, Marlon Roudette, Patric Scott, Pino Gasparini und Pat’s Big Band, Tricky Niki, Leon Keer, John Lennon Educational Tourbus, Nouria Kofler, Ilona Lypik, Old Dirty Brastards, Brothertunes, Mademoiselle Orchestra, Schtärnaföifi, Groove Tempel, Musical Kids, Die Wilde 13

### 2014
Al Jarreau, Ronan Keating, Gregor Meyle, Blasssportgruppe, Voxenstop, Mobile Homme (Transe Express), Linard Bardill, Tears for Beers, The les Clöchards, KJ and the Gang, Diamonds, Power Tricking Crew

### 2013
Söhne Mannheims, Stefanie Heinzmann, Tower of Power, Luis aus Südtirol, Tinkabelle, Bigger Bagger Beck and more, Snow Flake, Jordans Drive, 11 AM, Marius und die Jagdkapelle, Brendan Adams, Loom, Gee K & Ze Bond und Carmen Wyler

### 2012
Sunrise Avenue, Rea Garvey, Caroline Chevin, Global Kryner, The Lamperts, Laura Grässli, Station Quo, Montonato, Woodless Brassband, Guapaloca, Friends of Cello, Mayvie

### 2011
Christina Stürmer, Kool and the Gang, Marc Sway, Heavytones, Christian Durstewitz, Freda Goodlet, Johnny Hurt, Leierchischte, Hot Stuff, Ospelt Ospelt Schädler, Hannes vo Wald, Wooden Art by Gerry, James Morrison und die Big Band Liechtenstein, Woodless Brassband, Edoardo Benato, Good Vibrations, Keaden, Philipp Fankhauser

### 2010
Seal, Melanie Fiona, Bliss, Alf Poier, The Royal Funk Force, Chica Torpedo, Will Mehrgeld, Florian Klein, Tina Aberli, ZeDe, Gee K & Ze Bond, Klanglabor, Balders Ross, Blue Gravity, Nevertheless, Ischmrgli und die Human Jukebox

## Organisation
(Quelle: )

### Verein
- Dieter Marxer: Präsident
- Roland Seger: Kassier
- Märten Geiger: Recht
- Mani Konrad: Beisitzer
- Simon Biedermann: Beisitzer

### Patronat
- Christoph Wenaweser
- Daniel Hilti
- Daniel Risch
- Karl Gassner
- Marco «Büxi» Büchel
- Martin Meyer
- Nicole Benvenuti
- Werner Bachmann

### Kern OK
- Marc Konrad: OK-Präsident 2023 & Produktion
- Mani Konrad: FL1.LIFE Office
- Natascha Marxer: Marketing & Kommunikation
- Manuel Walser: Programm

### Erweitertes OK
- Emanuel Walser: Contest
- Gerhard Konrad: Infrastruktur
- Julian Konrad: SoMe & Web
- Markus Schädler: Backstage
- Roland Walser: Friends
- Rainer Beck: Sicherheit
- Rainer Fehr: Catering F&B
- Remo Kieber: Security
- Roland Seger: Finanzen
- Thomas Pauger: Helfer

## LIFEART
Seit 2014 wird jährlich ein neues Festivalplakat von Studenten des Vorkurses für Kunst und Gestaltung der Liechtensteinischen Kunstschule geschaffen. Die Schülerinnen und Schüler der Kunstschule erstellen in einem praxisnahen Wettbewerb unterschiedliche Entwürfe für das Festivalplakat. Das Siegerplakat, welches von einer Jury ausgewählt wird, wird als Designvorlage für sämtliche Inserate, Plakate, Festivaldrucksachen und die Homepage verwendet. Mittlerweile werden sogar jährlich liechtensteinische Briefmarken aus dem Design produziert.
Als Kunst- und Kulturfestival versuchen die Organisatoren jährlich einen Beitrag für die gestalterische Kunst am FL1.LIFE anzubieten. In den vergangenen Jahren sich schon einige Kunstwerke entstanden, sie dies von grossen Street-Art Werken von Leon Keer, bis zu Speed-Karikaturen von Corinne Sutter.